# Рогинский сельский совет (Роменский район)
Рогинский сельский совет (укр. Рогинська сільська рада) — входит в состав
Роменского района
Сумской области
Украины.
Административный центр сельского совета находится в 
с. Рогинцы
.

## Населённые пункты совета
- с. Рогинцы
- с. Ведмежье
- с. Авраменково